# Thomas McMeekin
Thomas Doodputlee McMeekin (Cachar, Assam, Índia, 31 de desembre de 1866 - Chichester, West Sussex, 24 d'octubre de 1946) va ser un regatista britànic que va competir a començaments del segle XX.
El 1908 va prendre part en els Jocs Olímpics de Londres, on va guanyar la medalla d'or en la categoria de 6 metres del programa de vela. McMeekin navegà a bord del Dormy junt a Gilbert Laws i Charles Crichton.